# Amoebiază
Amoebiaza sau amibiaza este o boală infecțioasă cauzată de specii de amibe, de obicei din grupul Entamoeba. Simptomele apar de obicei în timpul infecțiilor cauzate de amiba Entamoeba histolytica.
Infecția este consecința ingestiei de alimente contaminate cu fecale, precum legumele de grădină, sau consecința transmiterii directe fecal-orală. Cele mai multe persoane sunt asimptomatice, sau prezintă simptome diareice minime. La unii pacienți este prezentă infecția intestinală sau extraintestinală invazivă (ex. hepatică și renală, a vezicii urinare, organelor genitale masculine si feminine, cutanată, pulonară, cerebrală). Abcesul amibian hepatic se poate dezvolta în cursul episodului acut sau la 1-3 luni după aceasta; simptomele se pot manifesta abrupt sau insidios. E. histolytica a fost clasificată în tulpini patogene și tulpini nepatogene. Tulpinele patogene produc frecvent infecții invazive, în timp ce tulpinile neinvazive produc doar infecții intestinale asimptomatice. 
Sunt afectate sistemele gastrointestinal, nervos, renal, reproducător.

## Tratament
Amoebiaza tisulară este tratată cu medicamente precum metronidazol, tinidazol, nitazoxanidă, dehidroemetină sau clorochină, iar infecția intestinală este tratată cu clorchinaldol, diloxanid sau iodochinolină.